# Fleetwings BT-12 Sophomore
Fleetwings BT-12 Sophomore (firemním označením Model 23) byl celokovový dolnoplošník pro základní výcvik vyráběný začátkem 40. let 20. století společností Fleetwings pro United States Army Air Forces. Před zrušením zakázky vzniklo jen 24 sériových exemplářů.

## Vznik a vývoj
V době vypuknutí druhé světové války byl United States Army Air Corps (pozdější United States Army Air Forces) nedostatečně připravený na rozsáhlý konflikt a ve snaze získat co největší možný počet letounů se obrátil na firmu Fleetwings, specializovanou na výrobu plechů z nerezové oceli, aby vyrobil cvičný jednoplošník pro základní výcvik. Prototyp modelu 23 byl v roce 1939 objednán pod označením XBT-12 (sériové č. 39-719).
XBT-12 byl celokovový samonosný dolnoplošník s pevným záďovým podvozkem poháněný hvězdicovým motorem Pratt & Whitney R-985 s dvoulistou kovovou stavitelnou vrtulí. Identické kokpity pro instruktora a žáka v tandemovém uspořádání kryl společný překryt. Jednalo se o první vojenský letoun zkonstruovaný primárně z nerezové oceli.

## Operační historie
Po vyhodnocení prototypu XBT-12, které probíhalo od listopadu roku 1939, byla udělena zakázka na sériovou výrobu 176 kusů označených BT-12. Bylo dodáno pouze 24 letounů (1 v roce 1942 a 23 v roce 1943, 42-3684 až 42-707), předtím než byla zakázka zrušena protože přednost dostal typ Vultee BT-13. Sériové stroje se od prototypu odlišovaly odstraněnými kapotami podvozku a plátěný potah na bocích trupu byl nahrazen přišroubovanými překližkovými panely. Doplněny byly i přístroje a avionika, na levou stranu přídě přibyl synchronizovaný kulomet Browning ráže 7,62 mm. Upravena byla i kapotáž motoru.

## Varianty
XBT-12
Armádní označení pro prototyp Fleetwings model 23. Postaven 1 kus.
BT-12
Armádní označení pro sériové stroje Fleetwings 23. Vyrobeno 24 kusů a zakázka na dalších 152 byla zrušena.

## Uživatelé
- Spojené státy americké
  - United States Army Air Forces

## Specifikace

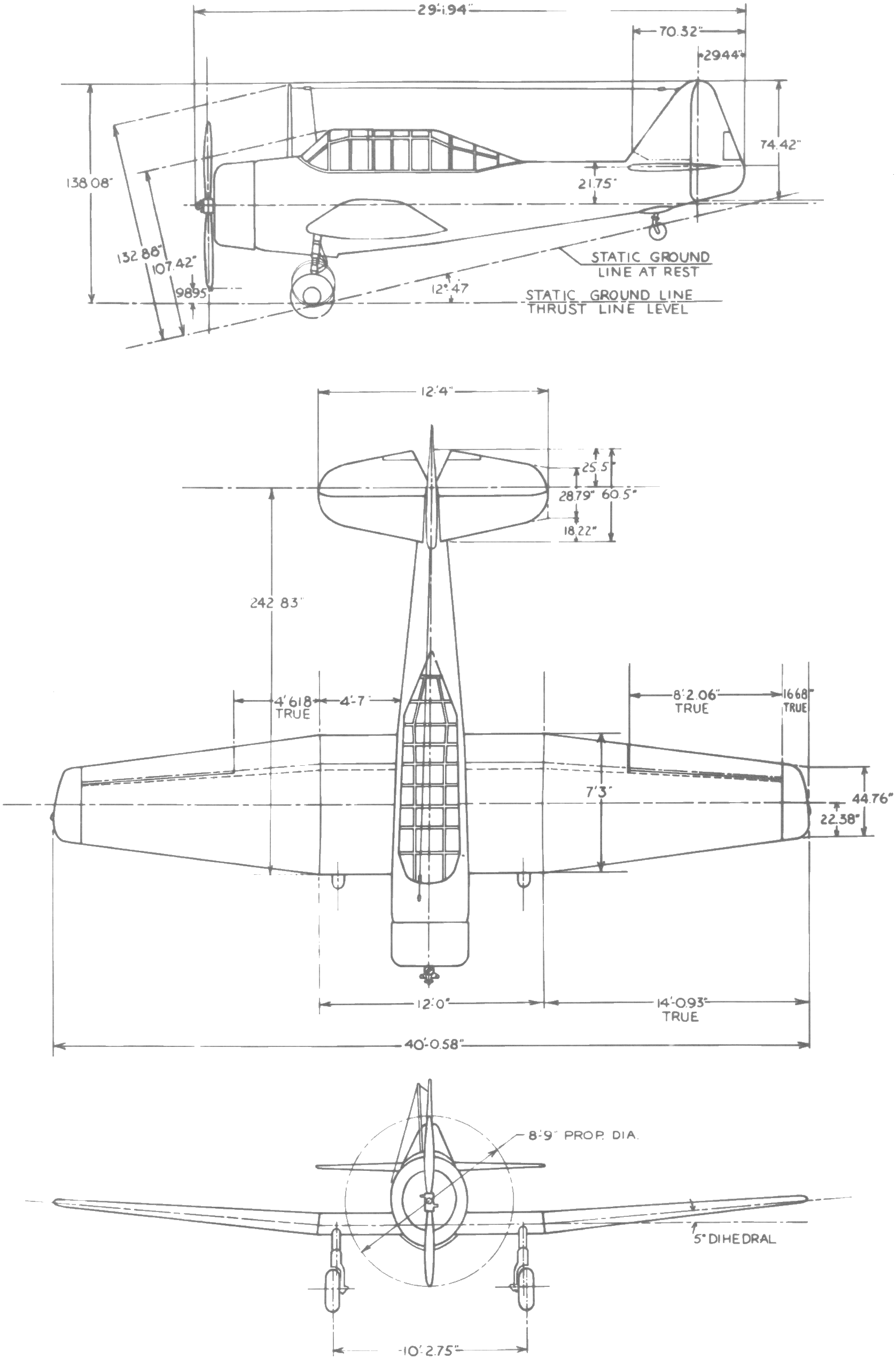
Třípohledový nákres BT-12

Údaje podle a

### Technické údaje
- Osádka: 2 (instruktor a žák)
- Délka: 8,89 m (29 stop a 2 palce)
- Rozpětí: 12 m (40 stop)
- Výška: 3,45 m (11 stop a 4 palce)
- Nosná plocha: 22,33 m² (240,4 čtverečních stop)
- Prázdná hmotnost: 1 439 kg (3 173 liber)
- Max. vzletová hmotnost: 2 040 kg (4 497 lb)
- Pohonná jednotka: 1 × vzduchem chlazený hvězdicový devítiválec Pratt & Whitney R-985-AN-1 Wasp Junior
- Výkon pohonné jednotky: 340 kW (450 hp)

### Výkony
- Maximální rychlost: 314 km/h (169 uzlů, 195 mph)
- Cestovní rychlost: 241 km/h (130 uzlů, 150 mph)
- Dolet: 1 086 km (587 námořních mil, 675 m)
- Praktický dostup: 7 254 m (23 800 stop)
- Stoupavost: výstup do výše 3 048 m (10 000 stop) za 10 minut